# Ваджраварахі

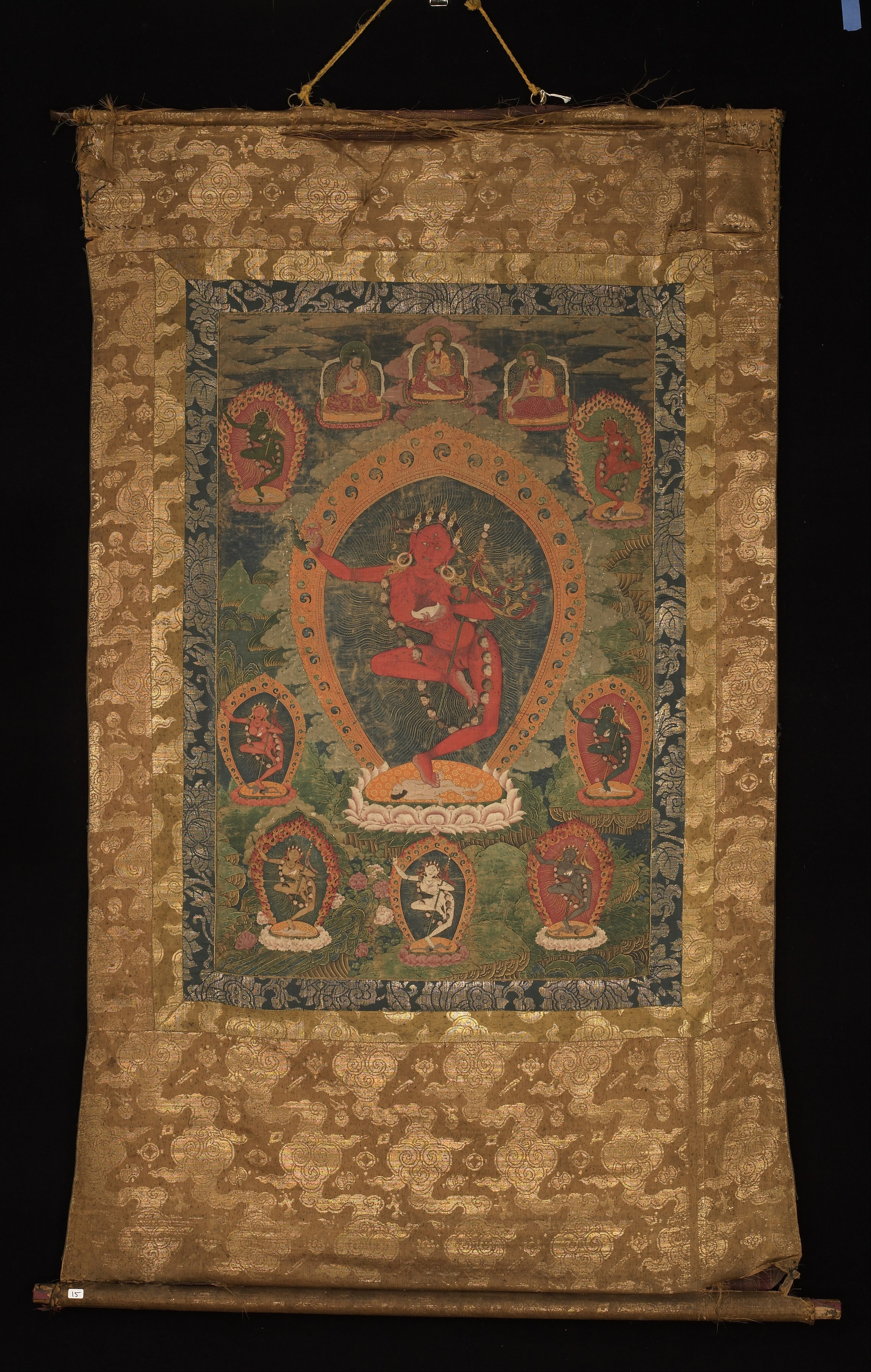
Ваджраварахі, картина на тканині

Ваджраварахі («Діамантова Веприця» (чи «Діамант Засіяний»?), тибетською: རྡོ་རྗེ་ཕག་མོ, Wylie: (rdo rje phag mo) Дордже Пакмо) — у тибетському буддизмі гнівна форма Ваджрайогіні, пов'язана особливо з Тантрою Чакрасамвари, де вона Яб-юм у поєднанні з Херукою Чакрасамвара (це єднання символізує єдність порожнечі і блаженства (བདེ་ སྟོང་ དབྱེར་ མེད wylie: bde stong dbyer med)).
У ритуальних текстах Ваджраварахі також називають Ваджрадеві

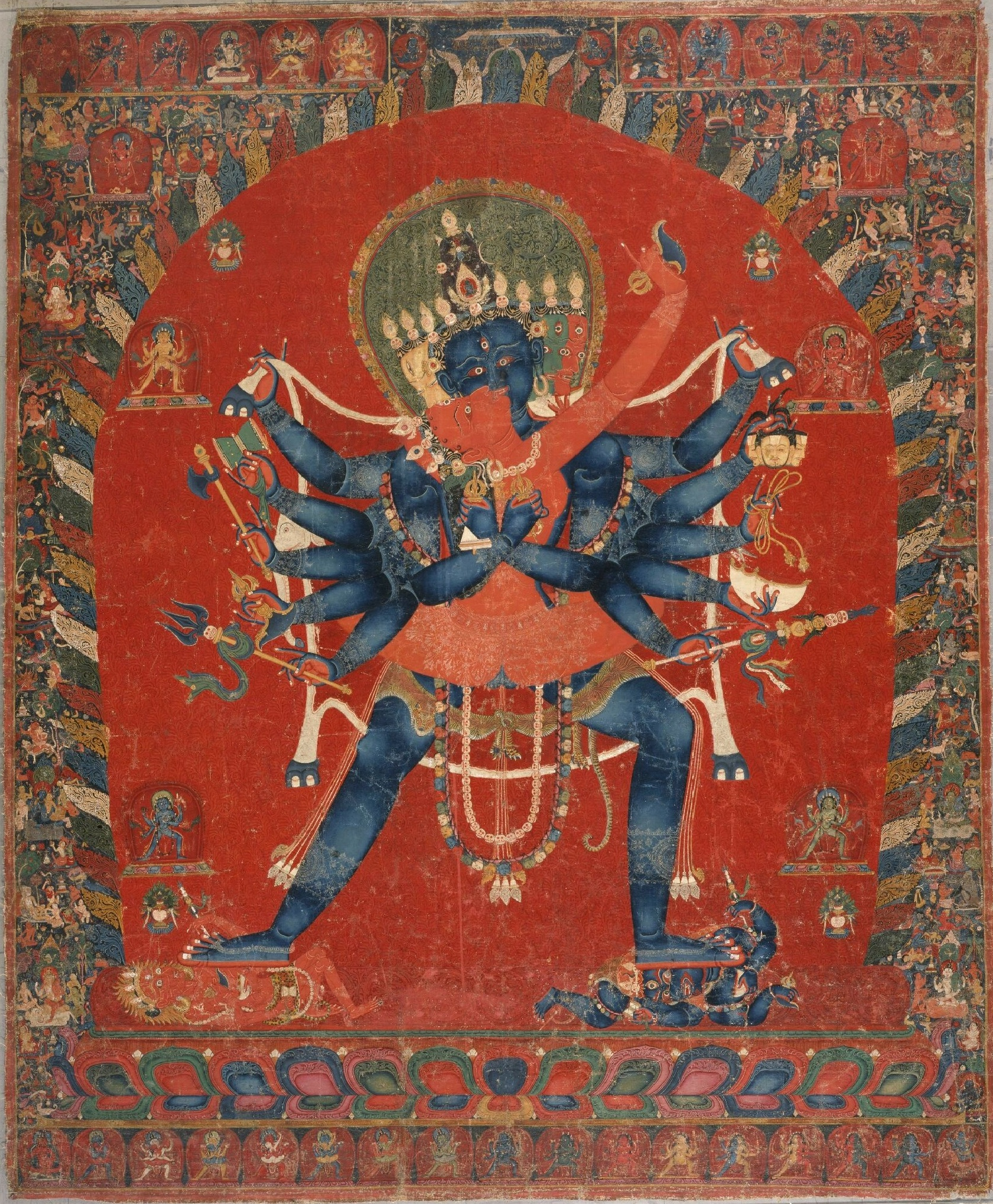
Чакрасамвара в яб-юм з Ваджраварахі. Тханка

## Іконографіка
Ваджраварахі є однією з найпопулярніших жіночих тантричних божеств у всіх традиціях тибетського буддизму. Хоча існує декілька форм, основна іконографія — це те, що у неї одне обличчя, три ока, (як правило) дві руки і дві ноги, зазвичай червоного кольору і стоїть у танцювальній позі на трупі людини. Відмітною іконографічною ознакою є веприця (варахі), розміщена або з правого боку її голови за вухом, або на верхівці голови. Через цю голову веприці, іноді, її називають «дволикою» Ваджрайогіні (shal nyi ma).